# 세르포토르텔라속
세르포토르텔라속(Serpotortella)은 침꼬마이끼목에 속하는 이끼 속의 하나이다. 세르포토르텔라과(Serpotortellaceae)의 유일속으로 2종을 포함하고 있다.

## 하위 종
- S. chenagonii
- S. cyrtophylla